# Gösta Carlson (författare)
Gösta Carlson, född 22 februari 1927, död 7 maj 2017, var en svensk författare och göteborgsskildrare.

## Biografi
Gösta Carlson arbetade som metallarbetare, rörläggare, mentalskötare, journalist och informatör. Som författare gav han ut 25 böcker, av vilka de flesta handlade om Göteborg och dess historia. Han var i två perioder ordförande för Författarcentrum Väst. Han tilldelades Göteborgs stads förtjänsttecken 1989.